# Magyarország népjóléti minisztereinek listája
| Név                                  | hivatal kezdete      | hivatal vége        | párt                                   | megjegyzés                                                                              |
| ------------------------------------ | -------------------- | ------------------- | -------------------------------------- | --------------------------------------------------------------------------------------- |
| Batthyány Tivadar, németújvári, gróf | 1917. augusztus 24.  | 1918. január 25.    | ?                                      | tárca nélküli miniszter, megbízva a szociális jellegű teendők vitelével                 |
| Esterházy Móric, galánthai, gróf     | 1918. január 25.     | 1918. május 8.      | ?                                      | tárca nélküli népegészségügyi miniszter                                                 |
| Kunfi Zsigmond                       | 1918. december 12.   | 1919. január 19.    | ?                                      | munkaügyi és népjóléti miniszter                                                        |
| Peidl Gyula                          | 1919. január 19.     | 1919. március 21.   | ?                                      | munkaügyi és népjóléti miniszter                                                        |
| Szabó István                         | 1919. augusztus 1.   | 1919. augusztus 6.  | ?                                      | tárca nélküli munkaügyi és népjóléti miniszter                                          |
| Csilléry András                      | 1919. augusztus 7.   | 1919. augusztus 15. | ?                                      | a népegészségügyi minisztérium ideiglenesen megbízott vezetője                          |
| Csilléry András                      | 1919. augusztus 15.  | 1919. november 24.  | ?                                      | népegészségügyi miniszter                                                               |
| Peyer Károly                         | 1919. november 24.   | 1920. január 16.    | Magyarországi Szociáldemokrata Párt    | népjóléti és munkaügyi miniszter                                                        |
| Huszár Károly                        | 1920. január 16.     | 1920. március 15.   | Keresztény Nemzeti Egyesülés Pártja    | miniszterelnök, ideiglenesen népjóléti és munkaügyi miniszter                           |
| Benárd Ágost, szilvágyi              | 1920. március 15.    | 1921. április 14.   | Keresztény Nemzeti Egyesülés Pártja    | népjóléti és munkaügyi miniszter                                                        |
| Bernolák Nándor, haraszti            | 1921. április 14.    | 1922. június 16.    | ?                                      | népjóléti és munkaügyi miniszter                                                        |
| Vass József                          | 1922. június 16.     | 1930. szeptember 8. | Egységes Párt                          | népjóléti és munkaügyi miniszter                                                        |
| Klebelsberg Kuno, thumburgi, gróf    | 1930. szeptember 16. | 1930. október 27.   | Egységes Párt                          | mint vallás és közoktatásügy miniszter, ideiglenesen népjóléti és munkaügyi miniszter   |
| Ernszt Sándor                        | 1930. szeptember 27. | 1931. augusztus 24. | Egységes Párt                          | népjóléti és munkaügyi miniszter                                                        |
| Ernszt Sándor                        | 1931. augusztus 24.  | 1931. december 16.  | Keresztény Gazdasági és Szociális Párt | mint vallás- és közoktatásügyi miniszter, ideiglenesen népjóléti és munkaügyi miniszter |
| Károlyi Gyula, nagykárolyi, gróf     | 1931. december 16.   | 1932. június 30.    | Egységes Párt                          | mint vallás- és közoktatásügyi miniszter, ideiglenesen népjóléti és munkaügyi miniszter |
|                                      |                      |                     |                                        |                                                                                         |
|                                      | 1932. június 30.     |                     |                                        | a minisztérium megszüntetése                                                            |
|                                      |                      |                     |                                        |                                                                                         |